# Конфедерация независимой Польши
«Конфедерация независимой Польши», КНП (пол. Konfederacja Polski Niepodległej, KPN) — польская правонационалистическая партия. Создана в 1979 году. Активно боролась в подполье против коммунистического режима ПНР. Выступала с позиций пилсудчины. В Третьей Речи Посполитой занимала крайне правый фланг политической системы.

## Преддверие восстания. Осень 1979 — лето 1980
КНП была учреждена 1 сентября 1979 года по инициативе праворадикального публициста Лешека Мочульского, ранее лидера и идеолога Движения защиты прав человека и гражданина. Тремя месяцами ранее в самиздатовском журнале «Дороги» Мочульский предсказал скорую вспышку общественного недовольства и появление массового оппозиционного движения. Он призвал перевести предстоящие антикоммунистические выступления в русло мирной национальной революции («Революция без революции»). Положительным идеалом Мочульского являлась Польша межвоенного периода.
Публично создание КНП провозгласила Нина Милевская 1 сентября 1979 у могилы Неизвестного солдата в Варшаве. 17 сентября организационное собрание прошло на квартире Мочульского.
КНП позиционировалась как политическая партия, борющаяся за смену политического строя и достижение независимости Польши от СССР. Организационная структура КНП строилась в полувоенном формате: территориальные отделения-«округа» замыкались на центральный Совет и лично председателя Мочульского.
11 ноября 1979 была обнародована резолюция Совета КНП, в которой выражалась солидарность со всеми народами Центральной и Восточной Европы, находящимися под гнётом коммунистических вассалов СССР. 15 мая 1980 КНП заявила протест против порабощения Украины.
Первоначально деятельность КНП сводилась к конспиративному набору членов, созданию подпольных структур и агитации через самиздат. Были также открыты зарубежные представительства в США, Германии, Франции, Испании, Швеции, Норвегии, Канаде.
26 июля 1980 состоялся первый съезд КНП. Месяц спустя Гданьские забастовки вызвали к жизни движение Солидарность. Начался этап открытой массовой борьбы против режима ПОРП.

## Август 1980 — декабрь 1981
Уступая профсоюзным требованиям «Солидарности», власти жёстко преследовали непримиримо антикоммунистическую КНП. Уже в сентябре 1980 года был арестован Мочульский, затем ряд членов Совета. Члены КНП подвергались жёсткому обращению в местах заключения. В результате с декабря 1980 по июль 1981 деятельность КНП была временно приостановлена. Возобновить её удалось после освобождения арестованных по ходатайству кардинала Стефана Вышинского 6 июня 1981. Однако 9 июля Мочульский был арестован вновь.
Наибольшую поддержку КНП находила среди работников негосударственного сектора, политизированных католиков, студенческой и учащейся молодёжи. Наиболее активные организации действовали в Варшаве, Кракове, Катовице, Люблине, Радоме, Торуни. Начали создаваться ячейки КНП по месту работы. Структуры стали возникать в не только в крупных, но и в небольших городах, а иногда даже на селе (притом, что индивидуальное крестьянство парадоксальным образом оказалось самым лояльным, после номенклатуры и госслужащих, слоем населения ПНР). Под влиянием КНП находился 70-тысячный Независимый союз студентов. Формально задокументированная численность КНП не превышала 1,5—3 тысячи человек, но реальная поддержка была заметно выше.
Советские политические обозреватели уделяли критике КНП особое место. КНП отграничивалась от «Солидарности» и Комитета защиты рабочих (КОР). Идеология «Солидарности» квалифицировалась как тред-юнионизм, социал-демократизм и либерализм. Идеология КОР — как буржуазный либерализм, троцкизм и даже сионизм. Идеология же КНП характеризовалась как крайний национализм и праворадикальная пилсудчина. Подчёркивалось также, что социальную базу КНП составляют не рабочие и интеллигенция, а «лабазники, боевики из студентов, играющие в конспирацию школьники».
11 ноября 1981, в День независимости Польши, по Варшаве прошёл марш КНП «под штандартами пилсудчины». В то же время никаких актов насилия со стороны КНП не отмечалось.
Лидеры КНП предвидели введение военного положения и в начале декабря призывали «Солидарность» к упреждающей всеобщей забастовке.

## Снова в подполье. 1982 — 1988
13 декабря 1981 года коммунистические власти ПНР ввели в стране военное положение.  Органы госбезопасности интернировали 272 активиста КНП. 8 октября 1982 года Варшавский военный суд приговорил Лешека Мочульского к 7 годам заключения. На различные сроки были осуждены около 30 лидеров и активистов КНП. Трое членов КНП были убиты во время военного положения, ещё двое — в 1989 году, незадолго до падения режима.
Оставшиеся на свободе конфедераты распространяли листовки, издавали нелегальные журналы, участвовали в уличных демонстрациях и столкновениях, организовывали забастовки протеста. Наиболее активные подпольные структуры КНП сохранились в Варшаве, Кракове и Катовице.
Летом 1984 года лидеры КНП получили амнистию. Уже в августе Лешек Мочульский приступил к восстановлению КНП в общенациональном масштабе. 11 ноября 1984 КНП организовала крупную акцию в Кракове.
22 декабря 1984 в Варшаве состоялся II съезд КНП. Председателем был снова избран Мочульский, подтверждены все положения программы 1979 — с учётом последующего опыта. Партия подтвердила курс на «конструктивную национальную революцию» без применения насилия.
9 марта 1985 СБ арестовала участников заседания Совета КНП. Лешек Мочульский был приговорён к 4 годам заключения, вместе с ним осуждены Адам Сломка, Кшиштоф Круль, Войцех Шоманский. Все они были освобождены сентябре 1986 года.
Деятельность КНП активизировалась в 1987, на фоне всё большей либерализации режима. Возросло количество печатных изданий, облегчились условия их распространения. Однако уличные акции продолжали жёстко пресекаться спецподразделениями ЗОМО. Крупное столкновение молодых активистов КНП с ЗОМО произошло 3 мая 1987 в Кракове.
В том же году Лешек Мочульский посетил США и Западную Европу. Он встретился с рядом политиков, включая вице-президента США Джорджа Буша и представителей польской диаспоры.

## Свержение режима и подъём КНП. 1988 — 1989
Весной 1988 года КНП активно включилась в движение забастовок и гражданского неповиновения. Результатом массовых выступлений стала релегализация «Солидарности» и переговоры властей с оппозицией. КНП не принимала участия в «круглом столе», хотя Яцек Куронь пытался объединить все оппозиционные организации.
III съезд КНП состоялся в феврале-марте 1989 в Кракове. Предсъездовскую мессу отслужил капеллан партии Сильвестр Зых. Ксёндз Зых, известный прежним служением в детской и юношеской среде, ранее был связан с молодёжной подпольной организацией. Её активист Роберт Хехлач совершил в феврале 1982 единственный реальный теракт в истории польской оппозиции 1980-х (убийство милиционера).
Весной 1989 члены КНП активно участвовали в уличных столкновениях с милицией. Апогеем стал «Краковский май» — трёхдневные беспорядки с применением коктейлей Молотова, дубинок, водомётов, слезоточивого газа. С обеих сторон получили ранения десятки человек. Столкновения завершились только после переговоров Мочульского с городскими властями 18 мая. 19 мая на главной площади Кракова состоялся массовый предвыборный митинг Мочульского.
На выборах 4 июня 1989 года не был избран ни один кандидат КНП. Это объяснялось отказом от коалиций с другими оппозиционными силами. Однако в 1988—1989 влияние партии резко возросло. Произошёл новый приток активной молодёжи. КНП превратилась в третью политическую силу Польши, наряду с ПОРП и «Солидарностью».
КНП дистанцировалась от системы, созданной по результатам «круглого стола» и конфиденциальных встреч в Магдаленке . Партия отказывалась признавать договорённости «Солидарности» с ПОРП, особенно сохранение президентского поста за Войцехом Ярузельским. Конфедераты проводили массовые акции, демонстрации, пикеты под лозунгом «Президент, а не агент!»
13 октября 1989 года активисты КНП захватили по всей стране около 120 комитетов ПОРП. Эти захваты имели огромный резонанс, оккупация продолжалась несколько недель. Целью кампании была общенациональная антикоммунистическая демонстрация (выдвигалось также требование конфискации партийного имущества ПОРП). Другой установкой КНП было обеспечение равного доступа к политической жизни для всех организаций, в т.ч. бойкотировавших круглый стол.
В ноябре-декабре 1989 КНП организовала массовые беспорядки в Кракове. 23 августа — 17 сентября 1990 года (51-я годовщина пакта Молотова — Риббентропа и польского похода РККА) активисты КНП блокировали базы советской армии на территории Польши. Это ускорило решение о выводе советских войск.

## В демократической Польше. После 1989
Несмотря на повышенную активность и очевидный рост влияния КНП, на президентских выборах ноября 1990 года Мочульский собрал лишь 2,5% голосов. Большинство его потенциальных сторонников поддержали Леха Валенсу. Отчасти это объясняется минимальным предвыборным бюджетом партии. Кроме того, в 1990 в КНП произошёл раскол. Немало активных членов сформировали КНП-демократическую фракцию, которая признала решения круглого стола, новую политическую систему и сориентировалась на Валенсу.
Более успешно выступила КНП на парламентских выборах 1991 года.  Партия получила 7,5% голосов, сформировала в сейме фракцию из 51 депутата, 4 члена КНП прошли в сенат. Велись переговоры о включении представителей КНП в правопопулистское правительство Яна Ольшевского, однако результатов не принесли.
Депутаты КНП требовали привлечения к уголовной ответственности коммунистических руководителей , ответственных за военное положение (соответствующий проект вносил Мирослав Левандовский в декабре 1991), настаивали на люстрации и реституции. Несмотря на близость к позиции Ольшевского и парламентского большинства, законопроекты КНП выдерживались в столь жёстких вариантах, что были отклонены. После этого отношения КНП с правительством Ольшевского резко ухудшились. Негативно относилась КНП и к правительству Ханны Сухоцкой, резко осуждая экономическую политику, особенно приватизацию.
На выборах 1993 года отмечалось снижение популярности КНП — 5,8% и 22 мандата. Возник и внутрипартийный кризис. Группа молодых активистов — «Фракция реформы КНП» — выступила против непримиримого курса Мочульского. Дошло до столкновений с применением ножей и кастетов.
В марте 1996 года КНП примкнула к AWS, но вышла перед выборами 1997 — на которых AWS одержала победу и сформировала правительство Ежи Бузека. КНП вошла в коалицию «Соглашение польских правых», которая не достигла электорального успеха.На выборах 2001 года расколотая КНП собрала менее 1% голосов.

## Утрата статуса. 2003 и далее
В 2003 году Варшавский суд отменил регистрацию КНП как политической партии, сославшись на позднее предоставление финансовой отчётности. Деятельность КНП почти прекратилась. Поддерживающие её избиратели переориентировались на другие консервативно-националистические силы.
В 2006 году Адам Сломка попытался вновь консолидировать конфедератские группы, но восстановить регистрацию не удалось. В сентябре 2007 года в Кракове состоялся очередной съезд КНП. 77-летний Лешек Мочульский был утверждён почётным президентом, уступив председательство Владиславу Боровиецу. В избирательном цикле 2010—2011 годов КНП не принимала участие, поскольку была лишена регистрации.

## Оценки и значение
Конфедерация независимой Польши считается первой — и наиболее радикальной — оппозиционной партией в Восточной Европе после коммунизации 1948-1953. Её вклад в борьбу против тоталитарно-коммунистического режима, за демократию и национальный суверенитет признаётся польским обществом. Символика КНП — белый орёл в золотой короне на красно-белом фоне с девизом «Свобода и независимость» — защищается специальным законом.
В то же время партия с 1990—2000 годов всё чаще характеризовалась как «отставшая от времени» — в идеологии, политике и риторике. КНП считалась более приспособленной к подполью и уличной борьбе, чем к легальной деятельности в демократическом государстве.